# Willem Sassen
Willem Antonius Maria Sassen (16. april 1918 i Geertruidenberg i Holland – 2002 Chile) var en hollandsk journalist, kollaboratør, nazist og løjtnant i Waffen-SS, som blev kendt for sine interviews af Adolf Eichmann samt venskaber med en række kendte nazistiske krigsforbrydere i Sydamerika.

## Opvækst og ungdom
Willem Sassen blev født i Geertruidenberg i Holland i en romersk-katolsk familie. Hans far blev tilhænger af de fascistiske ideer hos den hollandske Zwart Front. Sassen begyndte som ung at studerede jura i Belgien og blev medlem af den tysk-flamske arbejderorganisation De Vlag. Han blev i 1936 stærkt fascineret af Hitler og Nazi-Tyskland og tog del i nazi-aktiviteter. På den baggrund blev han udvist fra Belgien og fik ikke færdiggjort sine jurastudier.

## Karriere indtil 1945
I 1938 blev Sassen rekrut som artillerist i den hollandske hær. I 1940 giftede han sig med Paula Fisette, blev senere skilt og giftede sig med Miep van der Voort. Parret fik to børn; den ene datter født i 1949 er den internationalt anerkendte, amerikanske sociolog og professor i økonomi Saskia Sassen. I 1941 meldte Sassen sig som frivillig til den tyske østfront som medlem af 1. Hollandske front PK ("Propaganda Kompanie"). Da han havde arbejdet for Radio Bremen, blev han krigskorrespondent og blev "Wort-und Funkberichter" hos SS-division "Wiking" ved den russiske front. I 1942 blev han såret og kom til Tyskland og i 1943 forfremmet til SS-Unterscharführer og udstationeret ved Kharkov. I sommeren samme år tog han kurser i krigskorrespondance og propaganda i Villach, Østrig. Fra 1943 til 1944 var Sassen en del af programtilrettelæggelsen hos Radio Brussel (Zender Brussel). Den 6. juni 1944 (D-Dag) befandt Sassen sig ved fronten i Normandiet og rapporterede fra slaget. Sassen vendte tilbage til Holland og blev redaktør på avisen Het Nieuws van den Dag i Amsterdam. Efter at han i avisen havde opfordret Amsterdams sultende og forfrosne beboere til at stjæle mad og brændsel i velhaverkvartererne, blev han bortvist efter pres fra Sicherheitsdienst (SD).

## Flugt og liv i Argentina
I juni 1945 blev Sassen arresteret i Alkmaar af briterne og interneret ved Utrecht. Juleaften 1945 opførte Sassen og nogle af de andre indsatte et teaterstykke, "Flugten" (Hollandsk: "De Ontsnapping"). Stykket var skrevet af Sassen, og ved dets afslutning udbrød Sassens karakter: "Jeg tager til London, far! Radioen hidkalder mig!. Jeg kan ikke blive her!" Farvel, far! Jeg tager af sted!", hvormed Sassen reelt gav et budskab til sin far, som var blandt publikum. Med hjælp fra to medfanger flygtede Sassen kort efter ud af et vindue bag scenen.
Sassen flygtede i 1948 til Argentina, og i Buenos Aires genoptog han sin journalistik og blev Sydamerika-korrespondent for det tyske ugemagasin Stern. Han blev senere PR-konsulent for Evita Peron med eget kontor i regeringsbygningen, men mistede arbejdet efter Perons fald i 1956. Sassen var særdeles aktiv i den tyske koloni af nazister og sympatisører i Buenos Aires, og i de kredse mødtes han jævnligt med Hans-Ulrich Rudel, Josef Mengele og Adolf Eichmann samt andre kendte nazister og sympatisører, som han bl.a. hjalp med kontakter og forretninger via sit store netværk. Sassen blev redaktør for det det nazistiske blad Der Weg, og han organiserede "Kameradschaftsabende" og skrev talrige anti-semitiske og anti-demokratiske magasinartikler.

## Eichmann interviews
I løbet af bekendtskabet med Adolf Eichmann fik Sassen ideen at interviewe Eichmann om hans liv og involvering i "den endelige løsning" med henblik på at udgive det anonymt i bogform. Eichmann, som indvilgede i projektet, levede fattigt i Buenos Aires med sin familie og følte sig glemt og sin rolle i Endlössung misforstået og forvansket. Eichmann havde formentlig en vis forfængelighed over at kunne berette frit om dette kapitel i historien, men han øjnede også muligheden for at tjene på det. Samtalerne, som foregik under afslappede former i Sassens hjem, strakte sig over 40-50 møder mellem 1956 og 1960 indtil kort før Eichmanns tilfangetagelse. Sassen optog samtalerne på en spolebåndoptager og nedskrev dem herefter på skrivemaskine, hvorefter Eichann fik manuskriptet til korrektur og undertiden tilføjede skriftet hele sider.
Sassen havde flere bevæggrunde for projektet, og gennem forløbet blev det tydeligt,at de divergerede fra Eichmanns egne. Grundlæggende ønskede Sassen at kunne afvise massemordet på jøderne og dermed jødiske og israelske erstatningskrav. Han ønskede at reducere antallet af ofre og give en anden udlægning af både Hitler og Holocaust samt det tyske folks kollektive skyld. Sassen var derudover drevet af personlig nysgerrighed efter at høre sandheden med Eichmanns egne ord, men i takt med, at Eichmann åbent berettede om selv de mest belastende detaljer om Endlösung og sin personlige andel heri, øjnede Sassen muligheden for at sælge den sensationelle historie til medierne. Eichmann, som i første omgang havde været tilfreds med samtalerne med Sassen, opdagede undervejs i forløbet, at Sassens perspektiv og mål ikke var i overensstemmelse med hans egne, og spændingerne mellem de to blev tydelige i deres kyniske og menneskeforagtende dialog.
Efter Eichmanns tilfangetagelse i 1960 brød Sassen aftalen med Eichmann og solgte dele af manuskriptet til det amerikanske Life magazine, som udgav to artikler, mens Eichmann sad i fangenskab i Israel. I 1980 overdrog Sassen det omfattende manuskript på ca. 600 sider samt omkring 60 bånd til Eichmanns enke, Veronika.

## 1960-2002 og eftermæle
Sassen blev i begyndelsen af 1960'erne overtalt af Mossad til at skaffe oplysninger om Mengeles tilholdssted. Selv om Sassen på dette tidspunkt formentlig ikke havde direkte kontakt med Mengele efter dennes flugt fra Argentina, angav Sassen Brasilien som et muligt opholdssted, og at en Wolfgang Gerhard havde hjulpet Mengele til rette i landet.
Sassen forsatte gennem 1960'erne som freelance-journalist og arbejdede desuden som rådgiver og konsulent for diktatorer i Sydamerika, bl.a. Paraguays Alfredo Stroessner og Chiles Pinochet. I 70'erne giftede Sassen sig med Els Delbaere. Han levede den sidste del af sit liv i Chile med en af sine døtre og døde i 2002.
Sassens datter Saskia Sassen har i interviews udtalt, at hun i dag ser tilbage på sin far som en mand uden moral, en person som konstant flirtede ikke bare med kvinder, men også med forbrydere. Sassen var udadvendt og farverig, men samtidig en opportunist med en elastisk karakter. For sine nazistiske venner arbejdede han beredvilligt, men han kunne alligevel købes for penge og berømmelse af sine ideologiske fjender, herunder efterretningstjenester og medier.